# Белавкин, Вячеслав Павлович
Вячеслав Павлович Белавкин (англ. Viacheslav Belavkin; 1946—2012) — советский и российский математик, профессор прикладной математики Ноттингемского университета, ученик Руслана Стратоновича, пионер исследований в квантовой вероятности.

## Биография
Родился 20 мая 1946 года во Львове.
В 1970 году окончил Московский государственный университет. В 1980-х годах был приглашенным профессором в Dublin Institute of Advanced Studies в Дублине и Volterra Centre в Риме. С 1992 года работал в Ноттингемском университете, где в 1996 году стал профессором математической физики.
Умер 27 ноября 2012 года. У него остались жена Надежда Белавкина и сын Роман Белавкин.

## Награды
- Государственная премия Российской Федерации за цикл работ «Стохастические методы в классической и квантовой статистической физике и теории измерений» (1996)[2]